# 林先春
林先春（16世紀—17世紀），字元圃，號狷菴，福建福州府閩縣人，明朝、南明政治人物。

## 生平
林先春是天啟四年（1624年）甲子科福建乡试举人，次年（1625年）联捷乙丑科進士，任浙江嘉善知县，為政廉潔耿直，不曾苟取金錢，為死在詔獄縣人魏大中追款事宜周旋，又提拔士子錢繼章、張所見、許文岐等人，三年後獲撫按以廉能薦陞給事中，因父母喪回鄉。在嘉善縣時，林先春曾以不孝逮捕縣民顧朝衡治罪，但對方逃脫到京師投靠魏忠賢，而他又因籍沒魏大中案件忤逆魏忠賢，魏璫就指使手下在考功司的官員名冊註明他已死，他服闕後赴京補官才得知此事，有人勸他辯白，他卻不辨而歸，在家鄉聚徒講學四十餘年，飲食清淡、衣著樸素，八十多歲才去世，著有《易象參》、《洪範》、《孝經解》等書。

## 家族
祖父林道政，父親林一鷟，弟弟诸生林鼎春，有学行；兒子恩貢林迪，曾出仕隆武帝，福京失陷後二人都隐居授徒終老。

## 引用
1. ↑  徐石麒《可經堂集》·卷七：答林狷菴 名先春，
2. 1 2  乾隆《福州府志·卷四十九·人物一》：林先春，字元圃，閩縣人，天啟乙丑進士，令嘉善，狷介自持，無一毫苟取。任三年，撫按交薦廉能，擢科員，丁艱歸。先是，嘉善民顧朝衡以不孝聞，先春捕治之，朝衡脫身至京師，投權璫，又因籍沒魏大中多忤權璫意，遂嗾其黨考功吏以死註冊。服闋，赴補，知為所陷，或勸之自白先春不辯而歸。居家聚徒講學，布衣蔬食，杜門不出，年八十餘，終。著有《易象參》、《洪範》、《孝經解》、《孟略》等書。 《福建通志》
3. ↑  乾隆《福州府志·卷四十·選舉五》：明 舉人……天啟四年甲子科解元程祥會……林先春 乙丑進士
4. ↑  乾隆《福州府志·卷三十九·選舉四》：明 進士……天啟五年乙丑余煌榜 林先春 有傳，閩縣
5. ↑  光緒《重修嘉善縣志·卷十五·名宦》：林先春，字狷庵，福建閩縣 前志有作侯官晉江 人，天啟乙丑進士，宰嘉善，丰采端凝，澹然無欲，時民間惑於勢宦，羣尚獻投勸戒兼施，一屏浮靡，魏忠節被陷斃獄，詔追鍰，力為斡旋，恤死庇生靡所不至，尤愛士拔錢繼章、張所見、許文岐皆雋才也，梓有巘山課業，丁外艱去，教授生徒四十餘年，壽八十外 楊志 。
6. ↑  民國《閩侯縣志·卷六十六·列傳四上》：林先春，字元圃，祖道政精《春秋》三傳，父一鷟字汝周，家貧為塾師以供菽水，先春天啟乙丑進士，知嘉善縣，狷介自持，邑人魏大中斃詔獄猶追鍰，先春力為周旋，擢給事中以憂歸。先是嘉善民顧朝衡以不孝聞，先春捕治之，朝衡脫走至京投璫，先春又因大中事忤璫意，遂嗾考功吏以死註冊，服闋赴闕知為所陷，或勸之自白，先春不辨而歸，後朝衡為御史勘劾置法，先春居家聚徒，講學布衣蔬食，年八十餘終。弟鼎春，邑諸生，有學行；子迪，字惠子，唐王時以恩貢候除。
7. ↑  錢海岳《南明史·卷五十三·列傳第二十九》：林先春，字元圃，閩縣人。天啟五年進士。授嘉善知縣，狷介自持，無一毫苟取。魏大中死詔獄，猶追鍰，先春力為周旋。遷給事中，以憂歸。先是，嘉善民顧朝衡以不孝聞，捕治之，脫走投璫。先春又以（魏）大中事忤璫意，遂嗾考功吏以死註冊。先春服闋赴京，知為所陷。或勸自白，不辨歸。後朝衡為御史勘劾置法。先春居家，聚徒講學，布衣蔬食，年八十餘卒。子迪，字惠子，隆武時以恩貢候除。弟鼎春，諸生，有學行。福京亡，皆隱居授徒終。